# Georgij Vasil'evič Čičerin
Georgij Vasil'evič Čičerin (in russo Георгий Васильевич Чичерин?; Karaul, 24 novembre 1872 – Mosca, 7 luglio 1936) è stato un diplomatico russo, commissario del popolo agli Esteri della Russia sovietica dall'aprile del 1918 e successivamente dell'URSS. Discendente di un’antica famiglia nobile russa, pochi mesi dopo la Rivoluzione fu scelto come commissario del popolo direttamente da Lenin. Fece parte della delegazione russa che siglò la pace con gli Imperi centrali a Brest Litovsk, nel 1922 firmò il trattato di Rapallo con la Germania ed in breve ottenne il riconoscimento internazionale dell'Unione Sovietica da parte delle potenze europee. Gravemente malato dal 1928, lasciò l'incarico nel luglio del 1930.

## Biografia
Georgij Čičerin nacque nella proprietà fondiaria che la famiglia, aristocratica e liberale, possedeva nel villaggio di Karaul, appartenente all'oblast' di Tambov. Suo padre, Vasilij Nikolaevič, era un diplomatico ed era un alto funzionario del Ministero degli Esteri: nel 1859 era stato segretario dell'ambasciata russa in Piemonte e in quell'anno aveva sposato a Genova Georgina Egorovna Meyendorff, la cui famiglia contava anch'essa numerosi diplomatici al servizio della Russia. Suo padre era divenuto un seguace della dottrina evangelica del pietismo verso il 1875, promossa in Russia dall'inglese Granville Waldegrave, III barone Radstock. Uno dei principi della dottrina era la carità, la cura, l'assistenza e l'educazione dei poveri. I genitori di Cicerin si impegnarono a fondo nell’educazione dei contadini, finanziando l'apertura di scuole e ospedali e portavano sempre il loro figlio alle riunioni religiose.
Crebbe in un'atmosfera di forte religiosità, ma la madre l'educò anche alla passione per l'arte e per la storia. Rimasto orfano di padre all'età di dieci anni, nel 1882, studiò dapprima nel ginnasio di Tambov e poi a Pietroburgo, dove frequentò gli ambienti mondani di parenti e conoscenti nobili della sua famiglia, come quelli della principessa Dolgorukova o del cortigiano Naryškin. Iscrittosi alla Facoltà di storia e filologia dell'Università di San Pietroburgo, e laureatosi presso tale Dipartimento, alla fine degli studi ebbe un periodo di crisi intellettuale e morale, che trovarono un'eco nella lettura di Schopenhauer, di Nikolskij, di Dostoevskij, di Nietzsche, durante la quale cercò una soluzione nello studio della mistica e dello gnosticismo.
Impiegatosi nel 1896 negli Archivi del ministero degli Esteri, a 26 anni, nel 1898 entrò al Ministero degli Esteri assunto con il grado piuttosto elevato di segretario di collegio.
La fame patita dalla popolazione durante la carestia del 1897 lo richiamarono ai problemi concreti della vita. Nei documenti conservati negli archivi del ministero – scrisse anni dopo – trovò la conferma degli «orrori della realtà russa», scoprendo l'impossibilità di rimanere più a lungo passivo. Cagionevole di salute, nel 1904 decise di emigrare in Gran Bretagna, per studiare la letteratura e l'attività dei partiti rivoluzionari, in modo da tornare poi in Russia a svolgervi un consapevole ruolo politico. Nel 1905 divenne membro del Partito Operaio Socialdemocratico Russo, sebbene fosse diventato già dal 1901 un sospetto per la polizia politica zarista, la Ochrana, che gli impedì il rimpatrio a seguito dei moti rivoluzionari ("domenica di sangue") scoppiati quell'anno in seguito alla cocente sconfitta russa nella guerra russo-giapponese. 

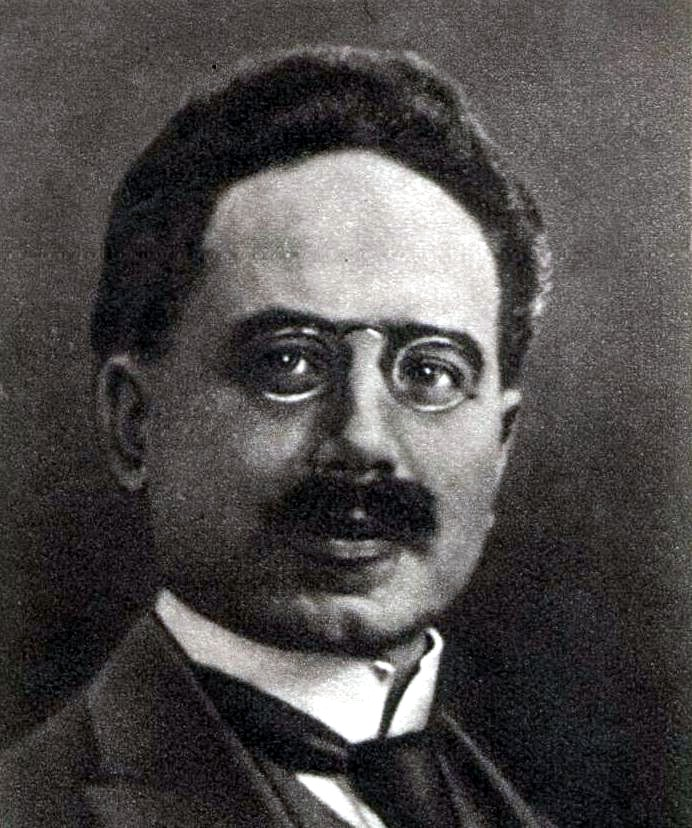
Karl Liebknecht

Senza informare la famiglia sulle sue reali intenzioni e munito di falsi documenti fornitigli dal collega Pavlov-Sil'vanskij, Čičerin si stabilì a Berlino, dove conobbe e si legò profondamente con Karl Liebknecht, e cercò di stabilire relazioni con i socialrivoluzionari russi, ma presto se ne allontanò per «il loro eclettismo, le loro carenze, il loro soggettivismo, la loro mancanza di senso storico e l'accento da loro posto sui sentimenti e le emozioni». Entrò allora nel POSDR: nel 1907 fu eletto segretario dell'Ufficio centrale estero del Partito socialdemocratico russo, che non era altro che il gruppo dirigente menscevico, e in tale veste Čičerin partecipò al V Congresso di Londra.
Dopo il congresso fu arrestato a Charlottenburg per possesso di falsi documenti d'identità ed espulso dalla Prussia. Seppe da Pavlov-Sil'vanskij di essere sorvegliato dall'Ochrana, ciò che gl'impedì di tornare in Russia. Si stabilì allora a Parigi, dove entrò nella redazione del giornale menscevico «Golos social-demokrata» (Голос социал-демократа, La voce del socialdemocratico), e si iscrisse anche al Partito socialista francese. Esiste dell'emigrato Čičerin un ritratto fatto da un suo contemporaneo: «Accondiscendente, calmo, parlava lentamente e dolcemente, non si eccitava mai, non alzava mai la voce. Non amava i bolscevichi, che considerava dei mostri umani ed era convinto che la loro esistenza fosse un fenomeno del tutto anormale. Non trascendeva, non andava mai in collera, non parlava nelle grandi riunioni, ma aveva un suo uditorio col quale intratteneva regolari relazioni; scriveva molte e lunghe lettere a tutte le organizzazioni mensceviche esistenti all'estero, ma anche a singoli emigrati disseminati in Europa e in America».
Effettivamente, in questo periodo, pur attivandosi per riunire i diversi gruppi socialdemocratici russi dell'emigrazione, Čičerin si batté contro i bolscevichi sia sul piano dell'organizzazione del partito, opponendosi alla loro unificazione con i menscevichi, che sul piano internazionale, attaccando Lenin, dopo il congresso di Praga tenuto nel 1912, davanti al Bureau dell'Internazionale Socialista. Tuttavia, il suo atteggiamento politico sembrava non privo di contraddizioni, poiché egli, oltre a essere amico di Liebknecht, si teneva in stretto contatto con il gruppo tedesco di estrema sinistra di Pannekoek.

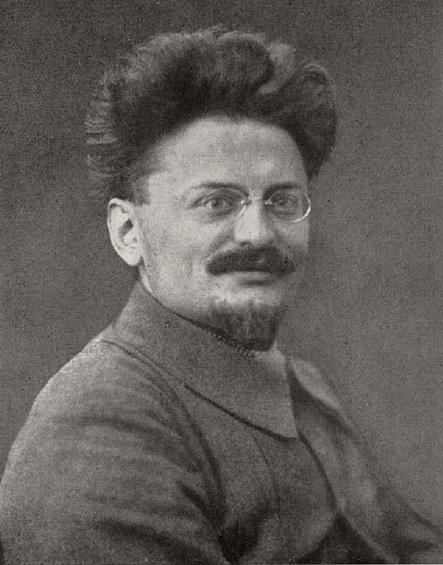
Lev Trockij

Nel 1914, allo scoppio della prima guerra mondiale, Čičerin si trovava a Lilla, che lasciò per Bruxelles e successivamente per Londra. Nei confronti della guerra gli assunse dapprima un atteggiamento difensista ma presto comprese – scrisse – che «la formula del difensismo nascondeva la capitolazione del lavoro davanti al capitale», che «il capitale inglese si serviva delle organizzazioni operaie per tenere la classe operaia sotto il suo potere», che «la democrazia rappresentava il potere del capitale nella sua forma più raffinata» e che perciò «occorreva lottare senza pietà contro tutti i governi borghesi che partecipavano alla guerra».
La sua posizione finanziaria gli permise di sostenere finanziariamente i socialdemocratici russi, cosa che preoccupò i servizi segreti britannici. Nel 1914 divenne membro del Partito Socialista Britannico. Čičerin ruppe con i menscevichi e si riavvicinò agli internazionalisti, collaborando con il «Naše Slovo» (La nostra Parola), il giornale edito a Parigi e diretto da Trockij, di cui divenne amico. In Inghilterra salutò con soddisfazione la vittoria, nel British Socialist Party, dell'ala ostile alla guerra contro i nazionalisti di Henry Hyndman, e la rivoluzione russa, nel marzo del 1917, trovò Čičerin ancora a Londra, dove si attivò per ottenere il passaggio verso la Russia degli emigrati politici nel continente. Nell'agosto del 1917, dopo la caduta del regime zarista, avvenuta in seguito alla rivoluzione di febbraio, fu arrestato dalle autorità britanniche come minaccia alla sicurezza pubblica e alla capacità di difesa della Gran Bretagna. Le autorità inglesi negavano ai bolscevichi il permesso di transito e finirono per incarcerare Čičerin, che era il segretario della commissione incaricata di organizzare il ritorno degli emigrati.
Liberato su pressione di Trockij, essendo i bolscevichi andati al potere in seguito alla Rivoluzione d'ottobre nel gennaio del 1918, fu espulso dal Regno Unito e tornato in Russia, Čičerin entrò nel Partito bolscevico. A febbraio divenne Commissario del Popolo agli Affari Esteri della R.S.F.S.R. (Repubblica Socialista Federativa Sovietica Russa). Fu posto nella delegazione russa che, in assenza di Trockij, promosso a capo del Commissariato per gl'Affari militari e navali, come Commissario agli Esteri e contrario alla stipula del trattato alle condizioni poste dai tedeschi, il 3 marzo 1918 firmò il trattato di Brest-Litovsk che, a prezzo di gravi perdite territoriali, sanciva la pace tra la Russia e gli Imperi centrali. Criticato all'interno dello stesso Comitato Centrale e dall'opinione pubblica per aver apposto la firma ad un trattato che privava la Russia di tutte le conquiste europee degli ultimi due secoli, Čičerin rispose: "Innegabilmente si tratta d'un trattato capestro, ma siamo stati costretti a firmare con una pistola puntata alla fronte". In aprile fu nominato vicecommissario agli Esteri ed a luglio, dopo le dimissioni di Trockij, ottenne la carica di Primo Commissario agli Esteri.

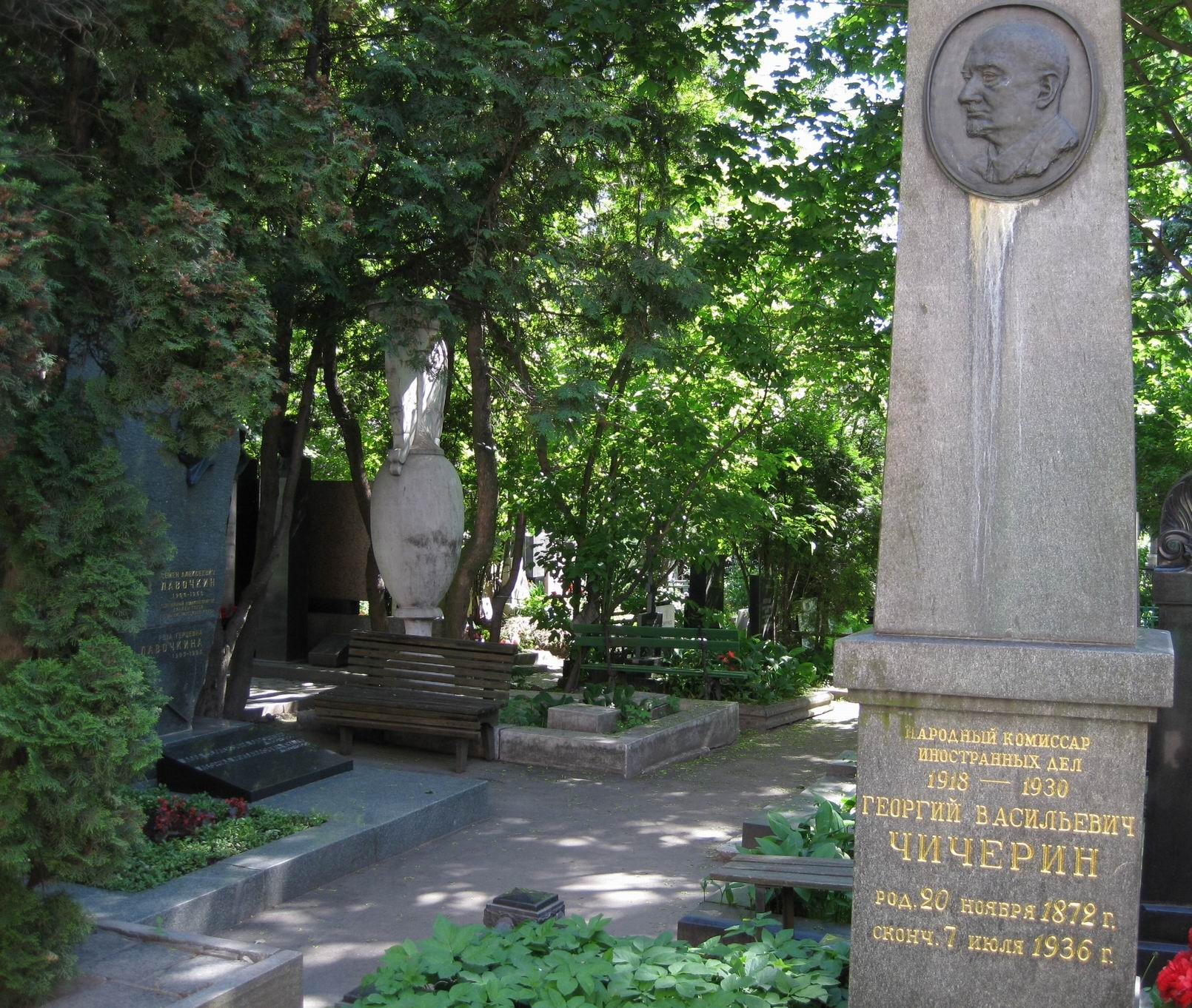
La tomba di Čičerin

Nel 1921 consigliò a Lenin cautela e moderazione nel reprimere la Rivolta di Kronštadt e firmò gli accordi diplomatici con la Turchia ("trattato di Mosca", "trattato di Erevan", "trattato di Kars", che stabilivano il confine russo - turco come lo conosciamo oggi, con la Turchia che recuperava le città di Kars, di Ani, di Iğdır e di Ardahan, perse nel 1881 a favore della Russia, e la Russia che manteneva le città di Batumi e di Erevan), l'Iran e l'Afghanistan. Nell'aprile del 1922 guidò la delegazione sovietica alla conferenza di Genova, firmando poi con il ministro degli Esteri tedesco Walther Rathenau il trattato di Rapallo, primo passo verso il riconoscimento internazionale dell'Unione Sovietica, che conteneva le clausole segrete che permettevano alla Repubblica di Weimar di sperimentare, in città del profondo entroterra russo, il cui accesso era vietato agli stranieri (Lipeck, Samara, Kazan') gli armamenti pesanti vietati dal trattato di pace che aveva posto fine alla Grande Guerra e che portarono Germania e Russia a creare concezioni strategiche e tattiche innovative in termine d'impiego di mezzi bellici, quali la guerra meccanizzata di movimento, alla base della teoria del "Blitzkrieg". Avendo, infatti, il trattato di pace di Versailles vietato il riarmo della Germania, una postilla segreta prevedeva la collaborazione militare, la produzione industriale, e scuole d'ingegneria comune tra i due paesi nelle località russe remote e non ispezionabili dagli ispettori franco - britannici, un accordo cessato con l'avvento al potere di Hitler. Nel 1923 partecipò alla conferenza di Losanna, che riconobbe alla Turchia il possesso dei Dardanelli. Nel 1924 Italia e Gran Bretagna riconobbero l'Unione Sovietica e si stabilirono relazioni diplomatiche interrotte nel 1917. Čičerin firmò altri accordi la Turchia, la Mongolia e la Repubblica di Tuva nel 1925 e con l'Iran nel 1927.
Lo stile di Čičerin fu sempre quello di un diplomatico tradizionale, di un funzionario e non, come il suo predecessore Trockij, quello di un uomo politico oltre che di un rivoluzionario. Lavorava anche diciotto ore al giorno e spesso di notte, e rifiutò ogni onorificenza ed ogni privilegio che la carica comportava, cosa che gli garantì l'ammirazione di Lenin. Egli stesso affermò di aver sempre seguito le direttive del suo governo senza farsi promotore di una propria linea politica. Non partecipò alle lotte intestine tra i dirigenti del Partito comunista succedutesi dopo la morte di Lenin, ma fu eletto membro del Comitato centrale nel XIV e XV Congresso. Le dimissioni di Chicherin furono dovute al suo generale disaccordo con la politica di Stalin di affidare la guida del Paese al Partito Comunista Sovietico ("K.P.S.S.). “Il primato del partito sull’attività statale”, scrisse Čičerin, “significa la paralisi del potere statale”. Difensore della NEP, Čičerin era contrario alla politica colletivizzatrice di Stalin. Colpito da una grave malattia, si curò in Germania dal 1928 al 1929 e si dimise dalla carica di ministro nel luglio del 1930, venendo sostituito da Litvinov. Čičerin morì nel 1936 e fu sepolto nel cimitero moscovita di Novodevičij.

## Fonti e bibliografia
- Georges Haupt, Jean-Jacques Marie, Les bolchéviks par eux-mêmes, Paris, François Maspéro, 1969, pp. 366–376
- G. V. Čičerin, Autobiografia, in «Enciclopedia Granat»